# كيسي فرينش
كيسي فرينش (بالإنجليزية: Kasey French)‏ هو لاعب كرة قدم أمريكي، ولد في 19 يناير 1997 في لاسي في الولايات المتحدة. لعب مع تاكوما ديفنس.

## وصلات خارجية
- كيسي فرينش على موقع قاعدة بيانات كرة القدم.إي يو (الإنجليزية)